# Liste des églises de Mayotte
Cette liste des églises de la Mayotte recense les églises de Mayotte, région insulaire française et département de France d'outre-mer.
Toutes sont situées dans le vicariat apostolique de l'archipel des Comores.

## Préambule

### Religions présentes
Environ 95 % de la population mahoraise est musulmane. La tradition sunnite y fut introduite par des populations arabo-persanes tandis que les cultures africaine et malgache sont venues la teinter d'animisme.
Les chrétiens de Mayotte, très minoritaires, sont métropolitains, malgaches ou africains (rwandais, burundais, congolais...). La communauté catholique, formée d'environ 4 000 personnes, dispose d'une paroisse avec deux lieux de cultes : l'église Notre-Dame-de-Fatima à Mamoudzou (érigée en 1855) et l'église Saint-Michel à Dzaoudzi (1849). 

### Dénombrement des chrétiens
L'île de Mayotte ne forme qu'une seule paroisse avec deux églises, l'autre paroisse du vicariat étant composée des trois autres îles des Comores. Pourtant le site de la Conférence des évêques de France indique que Mayotte compte 5 paroisses (pour 17 communes).

## Classement
Le classement ci-après se fait par commune selon l'ordre alphabétique.

### Église catholique
La liste suivante recense les églises catholiques de Mayotte, en incluant les chapelles.
Il est fait état des diverses protections des édifices religieux, et notamment les inscriptions et classements au titre des monuments historiques.
| Église                                   | Commune   | Adresse | Coordonnées                      | Notice | Protection | Date | Illustration                             |
| ---------------------------------------- | --------- | ------- | -------------------------------- | ------ | ---------- | ---- | ---------------------------------------- |
| Église Saint-Michel de Dzaoudzi          | Dzaoudzi  |         | 12° 46′ 52″ sud, 45° 15′ 19″ est |        |            |      | Église Saint-Michel de Dzaoudzi          |
| Église Notre-Dame-de-Fatima de Mamoudzou | Mamoudzou |         | 12° 46′ 48″ sud, 45° 13′ 52″ est |        |            |      | Église Notre-Dame-de-Fatima de Mamoudzou |